# アキはハルとごはんを食べたい
『アキはハルとごはんを食べたい』（アキはハルとごはんをたべたい）は、たじまことによる日本の漫画作品。Pixivコミック内のウェブコミック配信サイト『まんがライフ女子部』（竹書房）にて、2019年7月21日配信号より連載を開始し、同サイトのリニューアルに伴い、2021年4月からは『bamB!』での連載になり、2021年12月号（12月16日配信）まで連載された。番外編を更新したのち、続編となる社会人編『アキはハルとごはんを食べたい おかわり！』が同サイトにて2022年4月号（4月21日配信）より連載中。
赤澤遼太郎と高橋健介のダブル主演で実写映画化され、2023年6月2日に公開された。続編が2024年6月14日に公開（2週間限定）。

## あらすじ
静かな住宅街にある一軒家でルームシェアをする大学生のアキとハルは、高校からの同級生で別々の大学に進学する。周りから“ゼロ距離”と言われるほど仲の良い。そんな2人のほのぼのとした日常と簡単に美味しく作れるアレンジレシピの料理が織りなすストーリー。

## 登場人物
アキ
ハルとルームシェアで同居している大学生、料理担当。
ハル
アキとルームシェアで同居している美大生、片付け担当。

## 書誌情報
- たじまこと『アキはハルとごはんを食べたい』 竹書房〈バンブーコミックス〉、全3巻
  1. 2020年9月19日発売[8]、ISBN 978-4-8019-7064-9
  2. 2021年5月21日発売[9]、ISBN 978-4-8019-7298-8
  3. 2022年1月20日発売[10]、ISBN 978-4-8019-7527-9
- たじまこと『アキはハルとごはんを食べたい おかわり！』 竹書房〈バンブーコミックス〉、既刊4巻（2025年6月19日現在）
  1. 2023年2月16日発売[11]、ISBN 978-4-8019-7956-7
  2. 2023年5月25日発売[12]、ISBN 978-4-8019-8049-5
  3. 2024年5月23日発売[13]、ISBN 978-4-8019-8317-5
  4. 2025年6月19日発売[14]、ISBN 978-4-8019-8676-3

## 映画
監督は川野浩司、主演は赤澤遼太郎と高橋健介。2023年6月2日公開。
同年6月3日にシネマート新宿で行われた本作の公開記念舞台挨拶で、続編の製作決定が発表された。
2024年6月14日、続編『アキはハルとごはんを食べたい 2杯目!』が2週間限定で公開。今作では内定を得て、卒業を控えた2人を描く。

### キャスト
- アキ：赤澤遼太郎[16]
- ハル：高橋健介[16]
- 赤羽流河[16]
- 櫻井佑樹[16]
- 竹内星菜[16]
- 田中優香[16]
- 青山ひかる[16]
- 永山たかし[16]
- 大家さん：柴田理恵[16]

### スタッフ
- 原作：たじまこと『アキはハルとごはんを食べたい』(竹書房「bamB!」刊)
- 監督：川野浩司
- 脚本：川崎龍太
- 音楽：西ヶ谷元紀
- 製作：藤本款、久保和明
- エグゼクティブプロデューサー：藤本款
- プロデューサー：古井戸香奈子、久保和明
- 撮影・照明：ふじもと光明(JSC)
- 録音：松島匡
- 美術：貝原クリス亮
- スタイリスト：小野魁人
- ヘアメイク：田中梨沙
- 助監督：山口雄也
- ラインプロデューサー：浅木大
- フードコーディネート：佐倉萌
- スチール：鬼丸紗稀穂
- 制作プロダクション：レオーネ
- 配給：クロックワークス
- 製作：「アキハル」製作委員会